# ナラサキ産業
ナラサキ産業株式会社（ナラサキさんぎょう、英: NARASAKI SANGYO CO., LTD.）は、北海道札幌市に本店を置く産業機械の販売などの業務の総合商社。

## 概要
1902年創業。室蘭市で発祥し、かつ港湾運送業も手がけてきたが、機械販売や燃料販売に重点が移った 。
三菱電機の代理店として、工場などの電気設備を販売している。2012年度において、電機関連分野が営業利益単体全体11億円ほどのところ8億円ほどを計上している。その他、空調衛生設備機器、昇降機設備、冷凍冷蔵設備機器、受変電設備、非常用自家発電設備、駐車場設備、大型映像装置、ビル管理システム、セキュリティシステム等を扱っている。また農業施設設備、建設機械販売も手がけている。
なお、売上高の多くは、資材燃料関連分野であり、2012年度で、単体全体788億円のところ、500億円ほどを計上している。 

## 沿革
- 1902年（明治35年）3月 - 楢崎平太郎が室蘭にて楢崎回漕店を創業[4][7] 。
- 1928年（昭和3年）10月 - 株式会社楢崎商店（資本金10万円、社長・楢崎平太郎）を設立[4][8]。
- 1935年（昭和10年）9月 - 造船部門を分離して株式会社楢崎造船鉄工所を設立[4]  。
- 1936年（昭和11年）4月 - 室蘭石炭株式会社（のちの楢崎商事）を設立[4]  。
- 1943年（昭和18年）10月 - 楢崎商店、楢崎商事と合併。楢崎産業海運株式会社を新設[4]   。
- 1946年（昭和21年）
  - 5月 - 東京出張所を開設[4]。
  - 6月 - 札幌出張所を開設[4]。
- 1947年（昭和22年）4月 - 三菱電機株式会社および磐城セメント株式会社（現・住友大阪セメント）の特約店となる[4]。
- 1949年（昭和24年）4月 - 三菱石油株式会社（現・ENEOS）の特約店となる[4]。
- 1954年（昭和29年）5月 - 富士セメント株式会社（現・日鉄セメント）の特約販売店となる[4]。
- 1963年（昭和38年）
  - 2月 - 商号を楢崎産業株式会社に変更する[4]。
  - 4月 - 株式を東京証券取引所第2部、札幌証券取引所に上場する[4]。
- 1968年（昭和43年）5月 - 旭川楢崎石油、東京楢崎石油、札幌楢崎石油、室蘭楢崎石油の子会社4社を合併統合し、商号を楢崎石油商事株式会社とする。
- 1976年（昭和51年）10月 - 東京支社を東京本社と改称[4]
- 1980年（昭和55年）3月 - 楢崎石油商事の建設機械リース部門を分離し、楢崎リース株式会社を設立[4]。
- 1984年（昭和59年）4月 - 楢崎港運、苫小牧楢崎港運、楢崎運輸の子会社3社を合併統合し、楢崎総合運輸株式会社として発足[4]。
- 1991年（平成3年）2月 - 楢崎石油商事の営業の内SS部門を分離独立し、ナラサキ石油株式会社を設立[4]。
- 2002年（平成14年）10月1日 - 商号をナラサキ産業株式会社に変更する[4]。
- 2022年（令和4年）4月 - 東京証券取引所の市場区分の見直しにより、東京証券取引所の市場第二部からスタンダード市場に移行。

## 関係会社
- ナラサキスタックス株式会社
- ナラサキ石油株式会社（ENEOS特約店）